# Абу Бакр аль-Ватік
Абу Бакр Мухаммад ібн Мухаммад ібн Худ аль-Ватік (д/н — після 1266) — емір Мурсійської тайфи в 1264—1266 роках.

## Життєпис
Походив з династії Худидів. Син Мухаммада і онук Мухаммада ібн Худа аль-Даули, еміра Мурсії. До початку Третього повстання мудехарів про нього обмаль відомостей. Скористався ситуацією для повалення свого стриєчного брата — еміра Мухаммада ібн Абу Джа'фара.
В подальшому діяв спільно з Гранадським еміратом та повсталими мусульманами в Андалузії. У 1265 році проти Мурсійської тайфи розпочато потужний наступ арагонським королем Хайме I. який рушив суходолом, а його флот блокував узбережжя. Спротив тривав до початку 1266 року, коли 31 січня було домовлено про капітуляцію. 3 лютого Абу Бакр аль-Ватік офіційно передав Мурсію до влади Арагону.
В подальшому отримав маєтності на півночі Арагону, його доля невідома.